# Marcela Paz
Esther Huneeus Salas de Claro, més coneguda pel seu pseudònim Marcela Paz (Santiago de Xile, 28 de febrer de 1902-ibídem, 12 de juny de 1985), va ser una escriptora xilena, famosa per la seva sèrie de contes infantils Papelucho.

## Biografia

### Primers anys
Marcela Paz va néixer a la ciutat de Santiago de Xile el 28 de febrer de 1902 (encara que en alguna de les seves biografies s'indica que va néixer el 29 de febrer; no obstant això, 1902 no va ser any de traspàs).
Va néixer en una família acomodada, la segona dels vuit fills de Francisco Huneeus Guanya i María Teresa Sales Subercaseaux. Des de petita es va refugiar en la solitud i la imaginació, particularment després de la mort d'Anita, la seva germana major, quan Ester tenia 11 anys. Va contribuir al seu aïllament l'absència d'amics de la seva edat.
Ester mai va assistir a una escola; la seva formació infantil va estar a càrrec d'institutrius. En 1929 va viatjar a França, on durant uns mesos va seguir cursos d'arts plàstiques.

### Inicis en literatura
De tornada a Xile, va començar lentament la seva obra literària, els seus treballs en escultures i la seva poc coneguda obra social. Va començar a publicar a poc a poc a revistes com ara Lectura, El Peneca, Ecran, Zig-Zag, Eva i Margarita, a més dels diaris La Nación, El Diario Ilustrado, El Mercurio i La Tercera. Ester Huneeus ja començava a publicar amb el pseudònim que la va catapultar a la fama, Marcela Paz. Prèviament va publicar amb altres pseudònims com Paula de la Serra, Lukim Retse, P. Neka i Juanita Godoy.
En 1933 va publicar el seu primer llibre: Tiempo, papel y lápiz. El llibre va tenir una bona acollida per part de la crítica. El mateix any, contradient la seva idea de no casar-se, va contreure matrimoni amb José Luis Claro.

### Papeluchoi reconeixements
En 1947 va néixer el seu més famosa obra, Papelucho, que va captar l'essència tipus infantil de l'època. Va ser presentat en el concurs literari organitzat per l'editorial Rapa Nui. El títol de l'obra es va inspirar en el sobrenom del seu espòs, "Pepe Lluito". Les il·lustracions, que es van fer clàssiques, van ser obra de la seva germana, Yolanda Huneeus.
El 1954 va morir el seu marit, José Luis Claro. Marcela Paz es va veure sensiblement afectada.
Entre 1964 i 1967, Marcela Paz va dirigir la secció xilena de l'Associació Internacional del Llibre Juvenil (IBBY). Va ser aleshores quan va conèixer a qui seria la seva amiga i companya de labors, Alicia Morel, coautora de Perico trepa por Xile. En 1968 va rebre el Diploma d'Honor Hans Christian Andersen. L'any 1979 va rebre la Medalla d'Or de l'Institut Cultural de Providencia. A més, l'any 1981 va ser guardonada amb el Diploma d'Honor de la Municipalitat de Santiago.

En 1982, va guanyar el Premi Nacional de Literatura de Xile, després d'una extensa sèrie d'obres que van connectar profundament el públic infantil amb la literatura. El mateix any, a més, va ser guardonada amb el Primer Premi Concurs Obres Infantils per a la televisió.
| «                                                          | «Va saber captar en detall tot aquest eixam d'animades aventures que només la fantasia d'un nen pot viure-les en plenitud. Empra un llenguatge d'acord amb la naturalesa psicològica de l'ànima infantil, de manera que la totalitat dels nostres fills, com la dels seus progenitors, poden gaudir al seu aire amb tals aventures i criaturades, ja que les retrata de cos sencer» | » |
| — Miguel Ángel Díaz, Premis Nacionals de Literatura, 1988. | |   |

### Mort i homenatges pòstums
Marcela Paz va morir als 83 anys, el 12 de juny de 1985, a Santiago de Xile. Les seves restes descansen al Cementiri General de Santiago, pati 56.
En 1986 es va instituir el Premi Marcela Paz, organitzat per l'Editorial Universitària de Xile.
El 29 de febrer de 2012, Google Xile va llançar un doodle commemoratiu pel 110º aniversari del seu naixement; com es va dir en la secció vida primerenca, el 29 de febrer de 1902 no va existir, i Google va indicar aquest fet amb la frase "data lliurada per la família de Marcela Paz".

## Obres
- Tiempo, papel y lápiz, 1933.
- Soy colorina, 1935.
- Papelucho, 1947.
- La vuelta de Sebastián, 1950.
- Papelucho casi huérfano, 1951.
- Caramelos de luz, 1954.
- Papelucho historiador, 1955.
- Papelucho detective, 1956.
- A pesar de mi tía, 1958.
- Papelucho en la clínica, 1958.
- Papelucho perdido, 1962.
- Papelucho, mi hermana Ji, 1965.
- Papelucho misionero, 1966.
- Diario secreto de Papelucho y el marciano, 1968.
- Papelucho, mi hermano Hippie, 1971.
- Papelucho en vacaciones, 1971.
- Cuentos para cantar, 1974.
- Muselina Pérez Soto, 1974.
- Papelucho: soy dix leso, 1974.
- Perico trepa por Chile, 1978.
- Los Pecosos, 1980.
- El soldadito rojo, 1981.
- Los secretos de catita. 1981.